# Soki
Soki is een bestuurslaag in het regentschap Bima van de provincie West-Nusa Tenggara, Indonesië. Soki telt 1568 inwoners (volkstelling 2010).